# FIDE Grand Prix 2022
Il FIDE Grand Prix 2022 è stato un circuito di tornei di scacchi valido per le qualificazioni al Torneo dei candidati 2022, organizzato dalla World Chess (ex Agon) per conto della FIDE, che si è svolto dal 3 febbraio al 4 aprile del 2022. I primi due classificati del tour, Hikaru Nakamura e Richárd Rapport, si sono qualificati per il torneo dei candidati 2022.
A differenza delle precedenti edizioni si sono disputati solo tre tornei invece dei canonici quattro per limitare la possibilità di eventuali problematiche causate alla pandemia di COVID-19.
La sede principale del tour è stata scelta da World Chess attraverso un sondaggio popolare redatto nel luglio del 2021, nel quale veniva chiesto quale sarebbe dovuta essere la "nuova capitale degli scacchi". Inizialmente Berlino avrebbe dovuto ospitare tutte le tappe del GP, tuttavia successivamente è stata scelta la città di Belgrado per ospitare la seconda tappa.

## Formato
Il circuito è consistito di 3 tornei e 24 partecipanti. Ad ogni torneo hanno potuto partecipare soltanto 16 partecipanti, perciò ogni iscritto ha potuto disputare soltanto 2 tornei su 3. Ogni torneo è partito con una fase a gironi composta di 4 gruppi da 4 giocatori, che si sono affrontati tra di loro due volte per un totale di 6 partite. I primi di ogni girone sono passati alle semifinali. Il tempo di gioco è stato quello standard utilizzato nei tornei organizzati dalla FIDE: 90 minuti, 30 minuti di abbuono dopo mossa 40, 30 secondi di incremento per mossa a partire dalla prima. Non era possibile accordarsi per la patta prima della 30ª mossa.

### Spareggio

#### Gironi
Nella fase a gironi la formula per gli spareggio in caso di conclusione a pari punti variava in funzione al numero di giocatori che condividevono lo stesso punteggio.
1. Nel caso in cui vi fossero stati due giocatori a pari merito si sarebbe proveduto a degli incontri di spareggio a tempo rapido, sempre al meglio delle due partite, ma in caso di ulteriore parità gli spareggi sarebbero stati giocati progressivamente a tempo più veloce, ovvero:
  - due gare rapid di 15 minuti, 10 secondi di incremento per mossa da mossa 1;
  - due gare blitz di 3 minuti, 2 secondi di incremento per mossa da mossa 1;
  - spareggio finale nella formula della Partita Armageddon: 5 minuti, 2 secondi di incremento per mossa da mossa 61 al Bianco, 4 minuti, 2 secondi di incremento per mossa da mossa 61 per il Nero. Il Nero vince anche con la patta.
2. Nel caso in cui vi fossero tre giocatori a pari merito si procederà a un nuovo girone (solo andata) a tempo rapido con 15 minuti a testa e 10 secondi di incremento a partire da mossa 1. Se la situazione di parità a tre elementi si fosse ripetuta, si sarebbe proceduto con un secondo girone invertendo i colori. Se dal primo girone fossero usciti fuori due giocatori a pari merito si sarebbe proceduto come nello spareggio a due giocatori. Se dal secondo girone fossero usciti nuovamente tre giocatori a pari merito si sarebbero sorteggiati due giocatori che si sarebbero giocati lo spareggio armageddon come nel caso dello spareggio a due. Se dal secondo girone fossero usciti due giocatori a pari merito anche questi si sarebbero giocati la qualificazione alla fase successiva allo spareggio armageddon.
3. Nel caso in cui vi fossero stati quattro giocatori a pari merito si sarebbe proceduto a un mini-torneo a eliminazione diretta. Sia nella semifinale che nella finale si è seguito il regolamento dello spareggio a due.

#### Eliminazione diretta
Nella fase a eliminazione diretta valevano le regole di spareggio dello spareggio a due della fase a gironi.

### Sistema di punteggio
I punti Grand Prix sono stati assegnati nel modo seguente:
| Piazzamento           | Punti Grand Prix |
| --------------------- | ---------------- |
| Vincitore della tappa | 13               |
| Finalista             | 10               |
| Semifinalista         | 7                |
| Secondo nel girone    | 4                |
| Terzo nel girone      | 2                |
| Quarto nel girone     | 0                |

In caso di pari merito i punti soni stati equamente divisi, nel caso della finale i posti sarebbero stati stabiliti attraverso uno spareggio e i punti distribuiti in base all'esito dello spareggio. Nel caso di un pareggio nella classifica finale le posizioni sarebbero stati stabiliti attraverso i seguenti criteri:
1. Numero di primi posti
2. Numero di secondi posti
3. Punti realizzati nelle partite a tempo lungo in tutti i tornei disputati
4. Vittorie realizzate nelle partite a tempo lungo in tutti i tornei disputati
5. Sorteggio

### Montepremi
Il montepremi era di circa 150 000 euro per ogni torneo, dei quali 24 000 euro per il vincitore, 18 000 per il finalista, 12 000 per i semifinalisti, 9 000 per i secondi di ogni girone, 7000 per i terzi e 5000 per i quarti classificati.

### Tappe
I tornei si sono svolti nei seguenti luoghi e date:
- Berlino, Germania, 3-17 febbraio 2022;
- Belgrado, Serbia, 28 febbraio - 14 marzo 2022;
- Berlino, Germania, 21 marzo - 4 aprile 2022.

## Criteri di qualificazione
Erano ammessi tra i 24 giocatori del circuito i seguenti profili:
1. i quartifinalisti della Coppa del Mondo 2021 che non si siano già qualificati al torneo dei candidati 2022 o al match mondiale - fino a 6 giocatori;
2. i classificati dall'ottavo posto a salire del FIDE Grand Swiss 2021 che non si siano già qualificati per i candidati o il match mondiale - fino a 6 giocatori;
3. i migliori della classifica mondiale FIDE a dicembre del 2021, che abbiano giocato almeno 9 partite durante l'anno solare o la Coppa del Mondo 2021 - almeno 10 giocatori;
4. wild card dalla FIDE - 1 giocatore;
5. wild card degli organizzatori - 1 giocatore.

Nel caso uno o più giocatori del punto 1 e 2 fossero già qualificati al torneo dei candidati o al match mondiale si sarebbero selezionati gli altri partecipanti procedendo a scorrere la classifica del punto 3.

## Partecipanti
Ding Liren rinunciò alla partecipazione non avendo ottenuto il visto per l'Europa. Nella prima tappa di Berlino il grande maestro cinese venne sostituito da Radosław Wojtaszek, nella tappa di Belgrado fu invece sostituito da Dmitrij Andrejkin. Quest'ultimo avrebbe dovuto partecipare inizialmente soltanto alle due tappe berlinesi, ma risultò positivo al COVID-19 alla vigilia della competizione. Per tale motivo dovette rinunciare alla prima tappa del Grand Prix e fu sostituito da Andrej Esipenko. In seguito rinunciò per motivi personali anche alla partecipazione nella terza tappa del tour, venendo sostituito nuovamente da Esipenko.
| Nr. | Nome                              | Elo  | Qualificazione                |
| --- | --------------------------------- | ---- | ----------------------------- |
| 1   | Vidit Gujrathi (India)            | 2727 | Coppa del Mondo               |
| 2   | Sam Shankland (Stati Uniti)       | 2708 | Coppa del Mondo               |
| 3   | Vladimir Fedoseev (Russia)[N 1]   | 2704 | Coppa del Mondo               |
| 4   | Étienne Bacrot (Francia)          | 2642 | Coppa del Mondo               |
| 5   | Amin Tabatabaei (Iran)            | 2623 | Coppa del Mondo               |
| 6   | Grigorij Oparin (Russia)[N 1]     | 2681 | FIDE Grand Swiss              |
| 7   | Yu Yangyi (Cina)                  | 2713 | FIDE Grand Swiss              |
| 8   | Vincent Keymer (Germania)         | 2664 | FIDE Grand Swiss              |
| 9   | Maxime Vachier-Lagrave (Francia)  | 2761 | FIDE Grand Swiss              |
| 10  | Aleksandr Predke (Russia)[N 1]    | 2682 | FIDE Grand Swiss              |
| 11  | Aleksej Širov (Spagna)            | 2704 | FIDE Grand Swiss              |
| 12  | Ding Liren (Cina)                 | 2799 | Elo dicembre 2021 (2799)      |
| 13  | Lewon Aronyan (Stati Uniti)       | 2772 | Elo dicembre 2021 (2772)      |
| 14  | Anish Giri (Paesi Bassi)          | 2772 | Elo dicembre 2021 (2772)      |
| 15  | Wesley So (Stati Uniti)           | 2772 | Elo dicembre 2021 (2772)      |
| 16  | Şəhriyar Məmmədyarov (Azerbaijan) | 2767 | Elo dicembre 2021 (2767)      |
| 17  | Aleksandr Griščuk (Russia)[N 2]   | 2764 | Elo dicembre 2021 (2764)      |
| 18  | Richárd Rapport (Ungheria)        | 2763 | Elo dicembre 2021 (2763)      |
| 19  | Leinier Domínguez (Stati Uniti)   | 2752 | Elo dicembre 2021 (2752)      |
| 20  | Nikita Vitjugov (Russia)[N 1]     | 2726 | Elo dicembre 2021 (2731)      |
| 21  | Dmitrij Andrejkin (Russia)[N 2]   | 2724 | Elo dicembre 2021 (2724)[N 3] |
| 22  | Pentala Harikrishna (India)       | 2719 | Elo dicembre 2021 (2717)      |
| 23  | Daniil Dubov (Russia)[N 1]        | 2720 | Wild card organizzatore       |
| 24  | Hikaru Nakamura (Stati Uniti)     | 2736 | Wild card FIDE                |
| 25  | Andrej Esipenko (Russia)[N 1]     | 2714 | Wild card FIDE[N 4]           |
| 26  | Radosław Wojtaszek (Polonia)      | 2686 | Wild card FIDE[N 5]           |

## Berlino 1
Nella prima tappa di Berlino Ding Liren e Dmitrij Andrejkin vennero sostituiti dalla FIDE il 1º febbraio a causa della loro indisponibilità. Ding non ottenne il visto per la Germania, mentre Andrejkin risultò positivo al COVID-19. Al loro posto furono chiamati Radosław Wojtaszek e Andrej Esipenko.

### Risultati

#### Girone A
|   | Giocatore                     | Elo  | P.  |
| - | ----------------------------- | ---- | --- |
| 1 | Hikaru Nakamura (Stati Uniti) | 2736 | 4   |
| 2 | Andrej Esipenko (Russia)      | 2714 | 3,5 |
| 3 | Aleksandr Griščuk (Russia)    | 2764 | 3   |
| 4 | Étienne Bacrot (Francia)      | 2642 | 1,5 |

| Giocatore 1              | R.                      | Giocatore 2             |
| Giornata 1 - 4 febbraio  | Giornata 1 - 4 febbraio | Giornata 1 - 4 febbraio |
| ------------------------ | ----------------------- | ----------------------- |
| Andrej Esipenko          | ½-½                     | Aleksandr Griščuk       |
| Étienne Bacrot           | ½-½                     | Hikaru Nakamura         |
| Giornata 2 - 5 febbraio  |                         |                         |
| Étienne Bacrot           | ½-½                     | Aleksandr Griščuk       |
| Hikaru Nakamura          | 1-0                     | Andrej Esipenko         |
| Giornata 3 - 6 febbraio  |                         |                         |
| Aleksandr Griščuk        | ½-½                     | Hikaru Nakamura         |
| Andrej Esipenko          | 1-0                     | Étienne Bacrot          |
| Giornata 4 - 7 febbraio  |                         |                         |
| Aleksandr Griščuk        | ½-½                     | Andrej Esipenko         |
| Hikaru Nakamura          | ½-½                     | Étienne Bacrot          |
| Giornata 5 - 9 febbraio  |                         |                         |
| Hikaru Nakamura          | 1-0                     | Aleksandr Griščuk       |
| Étienne Bacrot           | 0-1                     | Andrej Esipenko         |
| Giornata 6 - 10 febbraio |                         |                         |
| Aleksandr Griščuk        | 1-0                     | Étienne Bacrot          |
| Andrej Esipenko          | ½-½                     | Hikaru Nakamura         |

#### Girone B
|   | Giocatore                    | Elo  | P.  |
| - | ---------------------------- | ---- | --- |
| 1 | Radosław Wojtaszek (Polonia) | 2686 | 3,5 |
| 1 | Richárd Rapport (Ungheria)   | 2763 | 3,5 |
| 3 | Vladimir Fedoseev (Russia)   | 2704 | 3   |
| 4 | Grigorij Oparin (Russia)     | 2681 | 2   |

| Giocatore 1              | R.                      | Giocatore 2             |
| Giornata 1 - 4 febbraio  | Giornata 1 - 4 febbraio | Giornata 1 - 4 febbraio |
| ------------------------ | ----------------------- | ----------------------- |
| Vladimir Fedoseev        | 1-0                     | Grigorij Oparin         |
| Radosław Wojtaszek       | 1-0                     | Richárd Rapport         |
| Giornata 2 - 5 febbraio  |                         |                         |
| Radosław Wojtaszek       | ½-½                     | Grigorij Oparin         |
| Richárd Rapport          | 1-0                     | Vladimir Fedoseev       |
| Giornata 3 - 6 febbraio  |                         |                         |
| Grigorij Oparin          | ½-½                     | Richárd Rapport         |
| Vladimir Fedoseev        | ½-½                     | Radosław Wojtaszek      |
| Giornata 4 - 7 febbraio  |                         |                         |
| Grigorij Oparin          | 0-1                     | Vladimir Fedoseev       |
| Richárd Rapport          | ½-½                     | Radosław Wojtaszek      |
| Giornata 5 - 9 febbraio  |                         |                         |
| Richárd Rapport          | ½-½                     | Grigorij Oparin         |
| Radosław Wojtaszek       | ½-½                     | Vladimir Fedoseev       |
| Giornata 6 - 10 febbraio |                         |                         |
| Grigorij Oparin          | ½-½                     | Radosław Wojtaszek      |
| Vladimir Fedoseev        | 0-1                     | Richárd Rapport         |

##### Spareggio
| 11 febbraio        | R1 | R2 | L1 | L2 | A | Totale |
| ------------------ | -- | -- | -- | -- | - | ------ |
| Radosław Wojtaszek | 0  | ½  |    |    |   | 0,5    |
| Richárd Rapport    | 1  | ½  |    |    |   | 1,5    |

#### Girone C
|   | Giocatore                   | Elo  | P.  |
| - | --------------------------- | ---- | --- |
| 1 | Lewon Aronyan (Stati Uniti) | 2772 | 4,5 |
| 2 | Vidit Gujrathi (India)      | 2727 | 3   |
| 3 | Daniil Dubov (Russia)       | 2720 | 3   |
| 4 | Vincent Keymer (Germania)   | 2664 | 1,5 |

| Giocatore 1              | R.                      | Giocatore 2             |
| Giornata 1 - 4 febbraio  | Giornata 1 - 4 febbraio | Giornata 1 - 4 febbraio |
| ------------------------ | ----------------------- | ----------------------- |
| Lewon Aronyan            | 1-0                     | Vidit Gujrathi          |
| Vincent Keymer           | ½-½                     | Daniil Dubov            |
| Giornata 2 - 5 febbraio  |                         |                         |
| Vincent Keymer           | ½-½                     | Vidit Gujrathi          |
| Daniil Dubov             | ½-½                     | Lewon Aronyan           |
| Giornata 3 - 6 febbraio  |                         |                         |
| Vidit Gujrathi           | 1-0                     | Daniil Dubov            |
| Lewon Aronyan            | 1-0                     | Vincent Keymer          |
| Giornata 4 - 7 febbraio  |                         |                         |
| Vidit Gujrathi           | ½-½                     | Lewon Aronyan           |
| Daniil Dubov             | 1-0                     | Vincent Keymer          |
| Giornata 5 - 9 febbraio  |                         |                         |
| Daniil Dubov             | ½-½                     | Vidit Gujrathi          |
| Vincent Keymer           | 0-1                     | Lewon Aronyan           |
| Giornata 6 - 10 febbraio |                         |                         |
| Vidit Gujrathi           | ½-½                     | Vincent Keymer          |
| Lewon Aronyan            | ½-½                     | Daniil Dubov            |

#### Girone D
|   | Giocatore                       | Elo  | P.  |
| - | ------------------------------- | ---- | --- |
| 1 | Wesley So (Stati Uniti)         | 2772 | 4   |
| 1 | Leinier Domínguez (Stati Uniti) | 2752 | 4   |
| 3 | Pentala Harikrishna (India)     | 2717 | 2,5 |
| 4 | Aleksej Širov (Spagna)          | 2704 | 1,5 |

| Giocatore 1              | R.                      | Giocatore 2             |
| Giornata 1 - 4 febbraio  | Giornata 1 - 4 febbraio | Giornata 1 - 4 febbraio |
| ------------------------ | ----------------------- | ----------------------- |
| Wesley So                | ½-½                     | Leinier Domínguez       |
| Aleksej Širov            | ½-½                     | Pentala Harikrishna     |
| Giornata 2 - 5 febbraio  |                         |                         |
| Aleksej Širov            | 0-1                     | Leinier Domínguez       |
| Pentala Harikrishna      | ½-½                     | Wesley So               |
| Giornata 3 - 6 febbraio  |                         |                         |
| Leinier Domínguez        | ½-½                     | Pentala Harikrishna     |
| Wesley So                | 1-0                     | Aleksej Širov           |
| Giornata 4 - 7 febbraio  |                         |                         |
| Leinier Domínguez        | 0-1                     | Wesley So               |
| Pentala Harikrishna      | ½-½                     | Aleksej Širov           |
| Giornata 5 - 9 febbraio  |                         |                         |
| Pentala Harikrishna      | 0-1                     | Leinier Domínguez       |
| Aleksej Širov            | ½-½                     | Wesley So               |
| Giornata 6 - 10 febbraio |                         |                         |
| Leinier Domínguez        | 1-0                     | Aleksej Širov           |
| Wesley So                | ½-½                     | Pentala Harikrishna     |

##### Spareggio
| 11 febbraio       | R1 | R2 | L1 | L2 | A | Totale |
| ----------------- | -- | -- | -- | -- | - | ------ |
| Wesley So         | ½  | 0  |    |    |   | 0,5    |
| Leinier Domínguez | ½  | 1  |    |    |   | 1,5    |

#### Semifinali
| 12-13 febbraio  | G1 | G2 | R1 | R2 | L1 | L2 | A | Totale |
| --------------- | -- | -- | -- | -- | -- | -- | - | ------ |
| Hikaru Nakamura | 1  | ½  |    |    |    |    |   | 1,5    |
| Richárd Rapport | 0  | ½  |    |    |    |    |   | 0,5    |

| 12-13 febbraio    | G1 | G2 | R1 | R2 | L1 | L2 | A | Totale |
| ----------------- | -- | -- | -- | -- | -- | -- | - | ------ |
| Lewon Aronyan     | 1  | ½  |    |    |    |    |   | 1,5    |
| Leinier Domínguez | 0  | ½  |    |    |    |    |   | 0,5    |

#### Finale
| 15-17 febbraio  | G1 | G2 | R1 | R2 | L1 | L2 | A | Totale |
| --------------- | -- | -- | -- | -- | -- | -- | - | ------ |
| Hikaru Nakamura | ½  | ½  | 1  | 1  |    |    |   | 3      |
| Lewon Aronyan   | ½  | ½  | 0  | 0  |    |    |   | 1      |

### Tabellone
|  | Semifinali (12-13 febbraio) | Semifinali (12-13 febbraio) | Semifinali (12-13 febbraio) |  |   | Finale (15-17 febbraio) | Finale (15-17 febbraio) | Finale (15-17 febbraio) |
|  |                             |                             |                             |  |   |                         |                         |                         |
|  | 1                           | Hikaru Nakamura             | 1,5                         |  |   |                         |                         |                         |
|  | 1                           | Hikaru Nakamura             | 1,5                         |  |   |                         |                         |                         |
|  | 2                           | Richárd Rapport             | 0,5                         |  |   |                         |                         |                         |
|  | 2                           | Richárd Rapport             | 0,5                         |  | 1 | Hikaru Nakamura         | 3                       |                         |
|  |                             |                             |                             |  | 1 | Hikaru Nakamura         | 3                       |                         |
|  |                             |                             |                             |  |   | 3                       | Lewon Aronyan           | 1                       |
|  | 3                           | Lewon Aronyan               | 1,5                         |  |   | 3                       | Lewon Aronyan           | 1                       |
|  | 3                           | Lewon Aronyan               | 1,5                         |  |   |                         |                         |                         |
|  | 4                           | Leinier Domínguez           | 0,5                         |  |   |                         |                         |                         |
|  | 4                           | Leinier Domínguez           | 0,5                         |  |   |                         |                         |                         |

## Belgrado
Tra la prima e la seconda tappa del GP, l'invasione del territorio ucraino da parte della Federazione Russa, in seguito all'esacerbarsi della crisi russo-ucraina del 2021-2022, costrinse la FIDE a imporre delle sanzioni. Dalla tappa di Belgrado gli scacchisti russi vennero rappresentati non più dalla bandiera della Russia, ma da quella della Federazione scacchistica della Russia o della stessa FIDE.

### Risultati

#### Girone A
|   | Giocatore                   | Elo  | P. |
| - | --------------------------- | ---- | -- |
| 1 | Dmitrij Andrejkin (FIDE)    | 2724 | 4  |
| 2 | Sam Shankland (Stati Uniti) | 2708 | 3½ |
| 3 | Étienne Bacrot (Francia)    | 2642 | 2½ |
| 4 | Aleksandr Griščuk (FIDE)    | 2764 | 2  |

| Giocatore 1           | R.                    | Giocatore 2           |
| Giornata 1 - 1º marzo | Giornata 1 - 1º marzo | Giornata 1 - 1º marzo |
| --------------------- | --------------------- | --------------------- |
| Aleksandr Griščuk     | 0-1                   | Dmitrij Andrejkin     |
| Étienne Bacrot        | ½-½                   | Sam Shankland         |
| Giornata 2 - 2 marzo  |                       |                       |
| Étienne Bacrot        | ½-½                   | Dmitrij Andrejkin     |
| Sam Shankland         | 1-0                   | Aleksandr Griščuk     |
| Giornata 3 - 3 marzo  |                       |                       |
| Dmitrij Andrejkin     | ½-½                   | Sam Shankland         |
| Aleksandr Griščuk     | ½-½                   | Étienne Bacrot        |
| Giornata 4 - 4 marzo  |                       |                       |
| Dmitrij Andrejkin     | ½-½                   | Aleksandr Griščuk     |
| Sam Shankland         | ½-½                   | Étienne Bacrot        |
| Giornata 5 - 6 marzo  |                       |                       |
| Sam Shankland         | ½-½                   | Dmitrij Andrejkin     |
| Étienne Bacrot        | ½-½                   | Aleksandr Griščuk     |
| Giornata 6 - 7 marzo  |                       |                       |
| Dmitrij Andrejkin     | 1-0                   | Étienne Bacrot        |
| Aleksandr Griščuk     | ½-½                   | Sam Shankland         |

#### Girone B
|   | Giocatore                   | Elo  | P. |
| - | --------------------------- | ---- | -- |
| 1 | Anish Giri (Paesi Bassi)    | 2772 | 4  |
| 2 | Nikita Vitjugov (FIDE)      | 2726 | 3  |
| 2 | Amin Tabatabaei (Iran)      | 2623 | 3  |
| 4 | Pentala Harikrishna (India) | 2719 | 2  |

| Giocatore 1           | R.                    | Giocatore 2           |
| Giornata 1 - 1º marzo | Giornata 1 - 1º marzo | Giornata 1 - 1º marzo |
| --------------------- | --------------------- | --------------------- |
| Pentala Harikrishna   | 0-1                   | Nikita Vitjugov       |
| Anish Giri            | 1-0                   | Amin Tabatabaei       |
| Giornata 2 - 2 marzo  |                       |                       |
| Anish Giri            | 1-0                   | Nikita Vitjugov       |
| Amin Tabatabaei       | ½-½                   | Pentala Harikrishna   |
| Giornata 3 - 3 marzo  |                       |                       |
| Nikita Vitjugov       | ½-½                   | Amin Tabatabaei       |
| Pentala Harikrishna   | ½-½                   | Anish Giri            |
| Giornata 4 - 4 marzo  |                       |                       |
| Nikita Vitjugov       | ½-½                   | Pentala Harikrishna   |
| Amin Tabatabaei       | ½-½                   | Anish Giri            |
| Giornata 5 - 6 marzo  |                       |                       |
| Amin Tabatabaei       | ½-½                   | Nikita Vitjugov       |
| Anish Giri            | ½-½                   | Pentala Harikrishna   |
| Giornata 6 - 7 marzo  |                       |                       |
| Nikita Vitjugov       | ½-½                   | Anish Giri            |
| Pentala Harikrishna   | 0-1                   | Amin Tabatabaei       |

#### Girone C
|   | Giocatore                  | Elo  | P. |
| - | -------------------------- | ---- | -- |
| 1 | Richárd Rapport (Ungheria) | 2763 | 4  |
| 2 | Vidit Gujrathi (India)     | 2727 | 3  |
| 3 | Aleksej Širov (Spagna)     | 2704 | 2½ |
| 3 | Vladimir Fedoseev (FIDE)   | 2704 | 2½ |

| Giocatore 1           | R.                    | Giocatore 2           |
| Giornata 1 - 1º marzo | Giornata 1 - 1º marzo | Giornata 1 - 1º marzo |
| --------------------- | --------------------- | --------------------- |
| Richárd Rapport       | ½-½                   | Vladimir Fedoseev     |
| Vidit Gujrathi        | 1-0                   | Aleksej Širov         |
| Giornata 2 - 2 marzo  |                       |                       |
| Vidit Gujrathi        | 1-0                   | Vladimir Fedoseev     |
| Aleksej Širov         | ½-½                   | Richárd Rapport       |
| Giornata 3 - 3 marzo  |                       |                       |
| Vladimir Fedoseev     | 1-0                   | Aleksej Širov         |
| Richárd Rapport       | 1-0                   | Vidit Gujrathi        |
| Giornata 4 - 4 marzo  |                       |                       |
| Vladimir Fedoseev     | ½-½                   | Richárd Rapport       |
| Aleksej Širov         | ½-½                   | Vidit Gujrathi        |
| Giornata 5 - 6 marzo  |                       |                       |
| Aleksej Širov         | 1-0                   | Vladimir Fedoseev     |
| Vidit Gujrathi        | 0-1                   | Richárd Rapport       |
| Giornata 6 - 7 marzo  |                       |                       |
| Vladimir Fedoseev     | ½-½                   | Vidit Gujrathi        |
| Richárd Rapport       | ½-½                   | Aleksej Širov         |

#### Girone D
|   | Giocatore                         | Elo  | P. |
| - | --------------------------------- | ---- | -- |
| 1 | Maxime Vachier-Lagrave (Francia)  | 2761 | 3½ |
| 2 | Aleksandr Predke (FIDE)           | 2682 | 3  |
| 2 | Şəhriyar Məmmədyarov (Azerbaijan) | 2767 | 3  |
| 4 | Yu Yangyi (Cina)                  | 2713 | 2½ |

| Giocatore 1            | R.                    | Giocatore 2            |
| Giornata 1 - 1º marzo  | Giornata 1 - 1º marzo | Giornata 1 - 1º marzo  |
| ---------------------- | --------------------- | ---------------------- |
| Yu Yangyi              | ½-½                   | Şəhriyar Məmmədyarov   |
| Maxime Vachier-Lagrave | ½-½                   | Aleksandr Predke       |
| Giornata 2 - 2 marzo   |                       |                        |
| Maxime Vachier-Lagrave | ½-½                   | Şəhriyar Məmmədyarov   |
| Aleksandr Predke       | ½-½                   | Yu Yangyi              |
| Giornata 3 - 3 marzo   |                       |                        |
| Şəhriyar Məmmədyarov   | ½-½                   | Aleksandr Predke       |
| Yu Yangyi              | ½-½                   | Maxime Vachier-Lagrave |
| Giornata 4 - 4 marzo   |                       |                        |
| Şəhriyar Məmmədyarov   | ½-½                   | Yu Yangyi              |
| Aleksandr Predke       | 0-1                   | Maxime Vachier-Lagrave |
| Giornata 5 - 6 marzo   |                       |                        |
| Aleksandr Predke       | ½-½                   | Şəhriyar Məmmədyarov   |
| Maxime Vachier-Lagrave | ½-½                   | Yu Yangyi              |
| Giornata 6 - 7 marzo   |                       |                        |
| Şəhriyar Məmmədyarov   | ½-½                   | Maxime Vachier-Lagrave |
| Yu Yangyi              | 0-1                   | Aleksandr Predke       |

#### Semifinali
| 9-11 marzo        | G1 | G2 | R1 | R2 | L1 | L2 | A | Totale |
| ----------------- | -- | -- | -- | -- | -- | -- | - | ------ |
| Anish Giri        | ½  | ½  | ½  | 0  |    |    |   | 1,5    |
| Dmitrij Andrejkin | ½  | ½  | ½  | 1  |    |    |   | 2,5    |

| 9-11 marzo             | G1 | G2 | R1 | R2 | L1 | L2 | A | Totale |
| ---------------------- | -- | -- | -- | -- | -- | -- | - | ------ |
| Richárd Rapport        | 1  | ½  |    |    |    |    |   | 1,5    |
| Maxime Vachier-Lagrave | 0  | ½  |    |    |    |    |   | 0,5    |

#### Finale
| 12-13 marzo       | G1 | G2 | R1 | R2 | L1 | L2 | A | Totale |
| ----------------- | -- | -- | -- | -- | -- | -- | - | ------ |
| Dmitrij Andrejkin | ½  | 0  |    |    |    |    |   | 0,5    |
| Richárd Rapport   | ½  | 1  |    |    |    |    |   | 1,5    |

### Tabellone
|  | Semifinali (9-11 marzo) | Semifinali (9-11 marzo) | Semifinali (9-11 marzo) |  |   | Finale (12-14 marzo) | Finale (12-14 marzo) | Finale (12-14 marzo) |
|  |                         |                         |                         |  |   |                      |                      |                      |
|  | 1                       | Anish Giri              | 1,5                     |  |   |                      |                      |                      |
|  | 1                       | Anish Giri              | 1,5                     |  |   |                      |                      |                      |
|  | 2                       | Dmitrij Andrejkin       | 2,5                     |  |   |                      |                      |                      |
|  | 2                       | Dmitrij Andrejkin       | 2,5                     |  | 1 | Dmitrij Andrejkin    | 0,5                  |                      |
|  |                         |                         |                         |  | 1 | Dmitrij Andrejkin    | 0,5                  |                      |
|  |                         |                         |                         |  |   | 3                    | Richárd Rapport      | 1,5                  |
|  | 3                       | Richárd Rapport         | 1,5                     |  |   | 3                    | Richárd Rapport      | 1,5                  |
|  | 3                       | Richárd Rapport         | 1,5                     |  |   |                      |                      |                      |
|  | 4                       | Maxime Vachier-Lagrave  | 0,5                     |  |   |                      |                      |                      |
|  | 4                       | Maxime Vachier-Lagrave  | 0,5                     |  |   |                      |                      |                      |

## Berlino 2
Dmitrij Andrejkin si è ritirato dall'evento citando "motivi personali". È stato sostituito da Andrej Esipenko, detentore tra gli eleggibili del più alto Elo nella lista FIDE di dicembre 2021.

### Risultati

#### Girone A
|   | Giocatore                     | Elo  | P.  |
| - | ----------------------------- | ---- | --- |
| 1 | Hikaru Nakamura (Stati Uniti) | 2750 | 4   |
| 2 | Grigorij Oparin (FIDE)        | 2674 | 3,5 |
| 3 | Lewon Aronyan (Stati Uniti)   | 2785 | 3   |
| 4 | Andrej Esipenko (FIDE)        | 2723 | 1,5 |

| Giocatore 1           | R.                    | Giocatore 2           |
| Giornata 1 - 22 marzo | Giornata 1 - 22 marzo | Giornata 1 - 22 marzo |
| --------------------- | --------------------- | --------------------- |
| Andrej Esipenko       | ½-½                   | Grigorij Oparin       |
| Lewon Aronyan         | 1-0                   | Hikaru Nakamura       |
| Giornata 2 - 23 marzo |                       |                       |
| Lewon Aronyan         | ½-½                   | Grigorij Oparin       |
| Hikaru Nakamura       | ½-½                   | Andrej Esipenko       |
| Giornata 3 - 24 marzo |                       |                       |
| Grigorij Oparin       | ½-½                   | Hikaru Nakamura       |
| Andrej Esipenko       | ½-½                   | Lewon Aronyan         |
| Giornata 4 - 25 marzo |                       |                       |
| Grigorij Oparin       | 1-0                   | Andrej Esipenko       |
| Hikaru Nakamura       | 1-0                   | Lewon Aronyan         |
| Giornata 5 - 27 marzo |                       |                       |
| Hikaru Nakamura       | 1-0                   | Grigorij Oparin       |
| Lewon Aronyan         | 1-0                   | Andrej Esipenko       |
| Giornata 6 - 28 marzo |                       |                       |
| Grigorij Oparin       | 1-0                   | Lewon Aronyan         |
| Andrej Esipenko       | 0-1                   | Hikaru Nakamura       |

#### Girone B
|   | Giocatore                         | Elo  | P.  |
| - | --------------------------------- | ---- | --- |
| 1 | Vincent Keymer (Germania)         | 2655 | 3,5 |
| 1 | Şəhriyar Məmmədyarov (Azerbaijan) | 2776 | 3,5 |
| 3 | Leinier Domínguez (Stati Uniti)   | 2756 | 3   |
| 4 | Daniil Dubov (FIDE)               | 2711 | 2   |

| Giocatore 1           | R.                    | Giocatore 2           |
| Giornata 1 - 22 marzo | Giornata 1 - 22 marzo | Giornata 1 - 22 marzo |
| --------------------- | --------------------- | --------------------- |
| Vincent Keymer        | ½-½                   | Şəhriyar Məmmədyarov  |
| Daniil Dubov          | 0-1                   | Leinier Domínguez     |
| Giornata 2 - 23 marzo |                       |                       |
| Daniil Dubov          | ½-½                   | Şəhriyar Məmmədyarov  |
| Leinier Domínguez     | ½-½                   | Vincent Keymer        |
| Giornata 3 - 24 marzo |                       |                       |
| Şəhriyar Məmmədyarov  | ½-½                   | Leinier Domínguez     |
| Vincent Keymer        | 1-0                   | Daniil Dubov          |
| Giornata 4 - 25 marzo |                       |                       |
| Şəhriyar Məmmədyarov  | 1-0                   | Vincent Keymer        |
| Leinier Domínguez     | ½-½                   | Daniil Dubov          |
| Giornata 5 - 27 marzo |                       |                       |
| Leinier Domínguez     | ½-½                   | Şəhriyar Məmmədyarov  |
| Daniil Dubov          | ½-½                   | Vincent Keymer        |
| Giornata 6 - 28 marzo |                       |                       |
| Şəhriyar Məmmədyarov  | ½-½                   | Daniil Dubov          |
| Vincent Keymer        | 1-0                   | Leinier Domínguez     |

##### Spareggio
| 29 marzo             | R1 | R2 | L1 | L2 | A | Totale |
| -------------------- | -- | -- | -- | -- | - | ------ |
| Şəhriyar Məmmədyarov | 1  | 0  | 1  | 1  |   | 3      |
| Vincent Keymer       | 0  | 1  | 0  | 0  |   | 1      |

#### Girone C
|   | Giocatore                        | Elo  | P.  |
| - | -------------------------------- | ---- | --- |
| 1 | Sam Shankland (Stati Uniti)      | 2704 | 3,5 |
| 1 | Wesley So (Stati Uniti)          | 2778 | 3,5 |
| 3 | Aleksandr Predke (FIDE)          | 2682 | 2,5 |
| 3 | Maxime Vachier-Lagrave (Francia) | 2761 | 2,5 |

| Giocatore 1            | R.                    | Giocatore 2            |
| Giornata 1 - 22 marzo  | Giornata 1 - 22 marzo | Giornata 1 - 22 marzo  |
| ---------------------- | --------------------- | ---------------------- |
| Sam Shankland          | ½-½                   | Wesley So              |
| Aleksandr Predke       | 1-0                   | Maxime Vachier-Lagrave |
| Giornata 2 - 23 marzo  |                       |                        |
| Aleksandr Predke       | ½-½                   | Wesley So              |
| Maxime Vachier-Lagrave | ½-½                   | Sam Shankland          |
| Giornata 3 - 24 marzo  |                       |                        |
| Wesley So              | ½-½                   | Maxime Vachier-Lagrave |
| Sam Shankland          | ½-½                   | Aleksandr Predke       |
| Giornata 4 - 25 marzo  |                       |                        |
| Wesley So              | ½-½                   | Sam Shankland          |
| Maxime Vachier-Lagrave | 1-0                   | Aleksandr Predke       |
| Giornata 5 - 27 marzo  |                       |                        |
| Maxime Vachier-Lagrave | 0-1                   | Wesley So              |
| Aleksandr Predke       | 0-1                   | Sam Shankland          |
| Giornata 6 - 28 marzo  |                       |                        |
| Wesley So              | ½-½                   | Aleksandr Predke       |
| Sam Shankland          | ½-½                   | Maxime Vachier-Lagrave |

##### Spareggio
| 29 marzo      | R1 | R2 | L1 | L2 | A | Totale |
| ------------- | -- | -- | -- | -- | - | ------ |
| Sam Shankland | 0  | ½  |    |    |   | 0,5    |
| Wesley So     | 1  | ½  |    |    |   | 1,5    |

#### Girone D
|   | Giocatore                | Elo  | P.  |
| - | ------------------------ | ---- | --- |
| 1 | Amin Tabatabaei (Iran)   | 2623 | 3,5 |
| 2 | Nikita Vitjugov (FIDE)   | 2726 | 3   |
| 2 | Yu Yangyi (Cina)         | 2713 | 3   |
| 4 | Anish Giri (Paesi Bassi) | 2771 | 2,5 |

| Giocatore 1           | R.                    | Giocatore 2           |
| Giornata 1 - 22 marzo | Giornata 1 - 22 marzo | Giornata 1 - 22 marzo |
| --------------------- | --------------------- | --------------------- |
| Anish Giri            | ½-½                   | Yu Yangyi             |
| Nikita Vitjugov       | 1-0                   | Amin Tabatabaei       |
| Giornata 2 - 23 marzo |                       |                       |
| Nikita Vitjugov       | ½-½                   | Yu Yangyi             |
| Amin Tabatabaei       | ½-½                   | Anish Giri            |
| Giornata 3 - 24 marzo |                       |                       |
| Yu Yangyi             | ½-½                   | Amin Tabatabaei       |
| Anish Giri            | ½-½                   | Nikita Vitjugov       |
| Giornata 4 - 25 marzo |                       |                       |
| Yu Yangyi             | ½-½                   | Anish Giri            |
| Amin Tabatabaei       | 1-0                   | Nikita Vitjugov       |
| Giornata 5 - 27 marzo |                       |                       |
| Amin Tabatabaei       | ½-½                   | Yu Yangyi             |
| Nikita Vitjugov       | ½-½                   | Anish Giri            |
| Giornata 6 - 28 marzo |                       |                       |
| Yu Yangyi             | ½-½                   | Nikita Vitjugov       |
| Anish Giri            | 0-1                   | Amin Tabatabaei       |

#### Semifinali
| 30 marzo - 1º aprile | G1 | G2 | R1 | R2 | L1 | L2 | A | Totale |
| -------------------- | -- | -- | -- | -- | -- | -- | - | ------ |
| Hikaru Nakamura      | ½  | ½  | 1  | 1  |    |    |   | 3      |
| Şəhriyar Məmmədyarov | ½  | ½  | 0  | 0  |    |    |   | 1      |

| 30 marzo - 1º aprile | G1 | G2 | R1 | R2 | L1 | L2 | A | Totale |
| -------------------- | -- | -- | -- | -- | -- | -- | - | ------ |
| Wesley So            | 1  | 0  | 1  | 1  |    |    |   | 3      |
| Amin Tabatabaei      | 0  | 1  | 0  | 0  |    |    |   | 1      |

#### Finale
| 2 - 4 aprile    | G1 | G2 | R1 | R2 | L1 | L2 | A | Totale |
| --------------- | -- | -- | -- | -- | -- | -- | - | ------ |
| Wesley So       | ½  | ½  | ½  | 1  |    |    |   | 2,5    |
| Hikaru Nakamura | ½  | ½  | ½  | 0  |    |    |   | 1,5    |

### Tabellone
|  | Semifinali (30 marzo - 1º aprile) | Semifinali (30 marzo - 1º aprile) | Semifinali (30 marzo - 1º aprile) |  |   | Finale (2 - 4 aprile) | Finale (2 - 4 aprile) | Finale (2 - 4 aprile) |
|  |                                   |                                   |                                   |  |   |                       |                       |                       |
|  | 1                                 | Hikaru Nakamura                   | 3                                 |  |   |                       |                       |                       |
|  | 1                                 | Hikaru Nakamura                   | 3                                 |  |   |                       |                       |                       |
|  | 2                                 | Şəhriyar Məmmədyarov              | 1                                 |  |   |                       |                       |                       |
|  | 2                                 | Şəhriyar Məmmədyarov              | 1                                 |  | 1 | Hikaru Nakamura       | 1,5                   |                       |
|  |                                   |                                   |                                   |  | 1 | Hikaru Nakamura       | 1,5                   |                       |
|  |                                   |                                   |                                   |  |   | 3                     | Wesley So             | 2,5                   |
|  | 3                                 | Wesley So                         | 3                                 |  |   | 3                     | Wesley So             | 2,5                   |
|  | 3                                 | Wesley So                         | 3                                 |  |   |                       |                       |                       |
|  | 4                                 | Amin Tabatabaei                   | 1                                 |  |   |                       |                       |                       |
|  | 4                                 | Amin Tabatabaei                   | 1                                 |  |   |                       |                       |                       |

## Classifica generale Grand Prix
| P. | Giocatore                    | Berlino | Belgrado | Berlino | Punti GP | PP | SP | PT   | VT | Montepremi |
| -- | ---------------------------- | ------- | -------- | ------- | -------- | -- | -- | ---- | -- | ---------- |
| 1  | Hikaru Nakamura (USA)        | 13      |          | 10      | 23       | 1  | 1  | 12,5 | 6  | 42 000 €   |
| 2  | Richárd Rapport (HUN)        | 7       | 13       |         | 20       | 1  |    | 11   | 6  | 36 000 €   |
| 3  | Wesley So (USA)              | 4       |          | 13      | 17       | 1  |    | 9,5  | 4  | 27 000 €   |
| 4  | Lewon Aronyan (USA)          | 10      |          | 2       | 12       |    | 1  | 10   | 6  | 25 000 €   |
| 5  | Dmitrij Andrejkin (FIDE)     |         | 10       |         | 10       |    | 1  | 5,5  | 2  | 18 000 €   |
| 6  | Amin Tabatabaei (IRI)        |         | 3        | 7       | 10       |    |    | 7,5  | 4  | 20 000 €   |
| 7  | Şəhriyar Məmmədyarov (AZE)   |         | 3        | 7       | 10       |    |    | 7,5  | 1  | 20 000 €   |
| 8  | Leinier Domínguez (USA)      | 7       |          | 2       | 9        |    |    | 7,5  | 4  | 20 000 €   |
| 9  | Sam Shankland (USA)          |         | 4        | 4       | 8        |    |    | 7    | 2  | 20 000 €   |
| 10 | Maxime Vachier-Lagrave (FRA) |         | 7        | 1       | 8        |    |    | 6,5  | 2  | 20 000 €   |
| 11 | Anish Giri (NED)             |         | 7        | 0       | 7        |    |    | 7,5  | 2  | 17 000 €   |
| 12 | Vidit Gujrathi (IND)         | 3       | 4        |         | 7        |    |    | 6    | 3  | 17 000 €   |
| 13 | Nikita Vitjugov (FIDE)       |         | 3        | 4       | 7        |    |    | 6    | 2  | 16 000 €   |
| 14 | Aleksandr Predke (FIDE)      |         | 3        | 2       | 5        |    |    | 5,5  | 2  | 14 000 €   |
| 15 | Grigorij Oparin (FIDE)       | 0       |          | 4       | 4        |    |    | 5,5  | 1  | 14 000 €   |
| 16 | Andrej Esipenko (FIDE)       | 4       |          | 0       | 4        |    |    | 5    | 2  | 14 000 €   |
| 17 | Vincent Keymer (GER)         | 0       |          | 4       | 4        |    |    | 5    | 2  | 14 000 €   |
| 18 | Radosław Wojtaszek (POL)     | 4       |          |         | 4        |    |    | 3,5  | 1  | 9 000 €    |
| 19 | Vladimir Fedoseev (FIDE)     | 2       | 1        |         | 3        |    |    | 5,5  | 2  | 13 000 €   |
| 20 | Yu Yangyi (CHN)              |         | 0        | 3       | 3        |    |    | 5,5  | 0  | 13 000 €   |
| 21 | Daniil Dubov (FIDE)          | 3       |          | 0       | 3        |    |    | 5    | 1  | 13 000 €   |
| 22 | Aleksandr Griščuk (FIDE)     | 2       | 0        |         | 2        |    |    | 5    | 1  | 12 000 €   |
| 23 | Pentala Harikrishna (IND)    | 2       | 0        |         | 2        |    |    | 4,5  | 0  | 12 000 €   |
| 24 | Étienne Bacrot (FRA)         | 0       | 2        |         | 2        |    |    | 4    | 0  | 12 000 €   |
| 25 | Aleksej Širov (ESP)          | 0       | 1        |         | 1        |    |    | 4    | 1  | 11 000 €   |
| 26 | Ding Liren (CHN)             |         |          |         |          |    |    |      |    |            |